# Tisiphone joanna
Tisiphone joanna är en fjärilsart som beskrevs av Butler 1866. Tisiphone joanna ingår i släktet Tisiphone och familjen praktfjärilar. Inga underarter finns listade i Catalogue of Life.